# Hanna Marklund

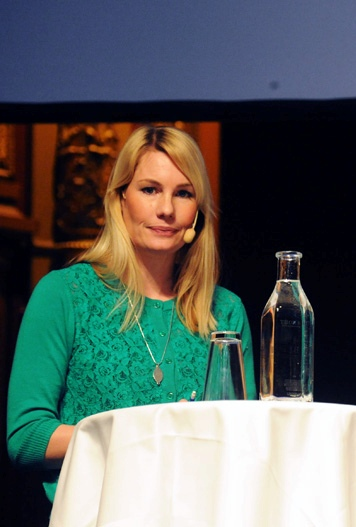
Hanna Marklund (2013)

Hanna Gunilla Marklund (* 26. November 1977 in Skellefteå) ist eine ehemalige schwedische Fußballspielerin und heutige Sportkommentatorin. 2005 wurde sie mit dem Diamantbollen als beste Fußballerin des Jahres in Schweden ausgezeichnet.

## Werdegang

### Vereinskarriere
Marklund spielte in der Jugend bei Varuträsk IF und begann ihre Karriere in der Damallsvenskan bei Sunnanå SK in ihrer Heimatstadt Skellefteå. Zur Saison 2000 wechselte sie zu Umeå IK. Mit dem Verein wurde sie 2000 bis 2002 drei Mal in Folge schwedische Meisterin, bei den letzten beiden Titeln gelang sogar das Double mit dem Pokalsieg. Zudem stand sie im Finale des  UEFA Women’s Cup 2003/04, in dem der 1. FFC Frankfurt mit 3:0 und 5:0 deklassiert wurde. Ab 2005 spielte sie wieder bei ihrem Heimatverein Sunnanå SK, wo auch ihre Schwestern Carolina und Mirjam saktiv waren. Am 7. Januar 2008 beendete Marklund aufgrund ihrer Schwangerschaft vorläufig ihre aktive Spielerkarriere, kündigte im Oktober des Jahres aber ein Comeback an. Ende 2010 trat sie endgültig vom aktiven Sport zurück.

### Nationalmannschaft
Marklund spielte seit ihrem Debüt am 30. August 1997 gegen Island zudem bisher 101 Mal für die schwedische Nationalmannschaft. Für die Landesauswahl nahm sie an den Weltmeisterschaften 1999 und 2003 teil, wo man erst im Finale Deutschland unterlag. Außerdem nahm sie an den Fußballwettbewerben der Olympischen Spiele 2000 und 2004 teil. 2004 verlor man das Spiel um Platz 3 wiederum gegen die deutsche Auswahl. Im Winter 2007 trat sie aus der Nationalmannschaft Schwedens zurück.

## Titel und Auszeichnungen
- Schwedische Meisterin: 2000, 2001, 2002
- Schwedische Pokalsiegerin: 2001, 2002, 2003
- Europapokalsiegerin: 2004
- Schwedische Fußballerin des Jahres: 2005

## TV-Karriere
Im Oktober 2017 wurde Marklund Expertin des Senders TV 4 und kommentiert seit März 2018 Fußballspiele für den schwedischen Sender, u. a. bei der FIFA WM 2018 in Russland.